# Łaszka (Pomerania)
Łaszka [pronunciación en polaco: /ˈwaʂka/] es un pueblo ubicado en el distrito administrativo de Gmina Sztutowo, dentro del Condado de Nowy Dwór Gdański, Voivodato de Pomerania, en Polonia del norte. Se encuentra aproximadamente a 5 kilómetros al sureste de Sztutowo, a 12 kilómetros al noreste de Nowy Dwór Gdańskí, y a 40 kilómetros al este de la capital regional Gdańsk.
Antes de 1772, el área fue parte del Reino de Polonia, hasta 1919 fue de Prusia y Alemania, hasta 1939 fue de laCiudad Libre de Danzig, hasta febrero de 1945 fue de Alemania Nazi. Para la historia de la región, véase Historia de Pomerania.
El pueblo tiene una población de 310.